# 飛騨市立神岡東小学校
飛騨市立神岡東小学校 （ひだしりつ かみおかひがししょうがっこう）は、かつて岐阜県飛騨市に存在した公立小学校。

## 概要
- 元々は旧・吉城郡船津町の小学校であったが、神岡鉱山の隆盛による神岡町の人口の増加により神岡西小学校を分離。その後の神岡鉱山の衰退による人口減少による周辺小学校を統合したことより、廃校直前の校区は神岡町東部（船津町のうち高原川以東の大部分、阿曽布村の西部など）となった。
- 2005年、旧・神岡町の3つの小学校（山田小学校、神岡西小学校、神岡東小学校）を統合し、神岡小学校の開校により廃校。
- 2018年現在、跡地は国土交通省北陸地方整備局神通川水系砂防事務所、神岡消防防災ヘリポート、飛騨市神岡東グラウンド[1]などとなっている。

## 沿革
- 1873年（明治6年） - 船津村に船津小学校が開校。洞雲寺を仮校舎とする。
- 1874年（明治7年） - 東雲村に東雲学校が開校。校区は東雲村、丸山村、野首村、阿曽保村、釜崎村。
- 1875年（明治8年）7月1日 - 吉城郡高原郷が下高原郷と上高原郷とに分立。そのうち下高原郷49か村[注釈 1]が合併し神岡村が成立。
- 1884年（明治17年） - 新築移転。この頃、東雲学校が廃校となり、この地区（東雲、丸山、野首、阿曽保、釜崎）の児童は船津小学校に移る。
- 1886年（明治19年） - 神岡第一尋常小学校に改称する。
- 1889年（明治22年） - 
  - 神岡村が分割され、船津・朝浦・東町・鹿間・割石・吉ヶ原・二ツ屋・西漆山・東漆山・笈破・牧・土・西茂住・東茂住・杉山・横山・中山・谷・跡津川・佐古・大多和で船津町が発足。
  - 船津第一尋常小学校に改称する。
- 1891年（明治24年） - 阿曽布村東雲・丸山・野首・阿曽保・釜崎の児童が吉田尋常小学校に移る。
- 1892年（明治25年） - 船津第一尋常高等小学校に改称する。
- 1895年（明治28年）5月6日 - 船津大火により校舎を全焼。
- 1896年（明治29年） - 
  - 新築移転。
  - 鹿間分教場[注釈 2]が鹿間小学校として独立。
- 1910年（明治43年） - 新築移転。
- 1917年（大正6年） - 鹿間小学校が廃校となり、船津第一尋常高等小学校に統合。
- 1941年（昭和16年）4月1日 - 船津国民学校に改称する。
- 1947年（昭和22年）4月1日 - 船津町立船津小学校に改称する。
- 1950年（昭和25年）6月10日 - 船津町、阿曽布村、袖川村が合併し、神岡町が発足。同時に神岡町立船津小学校に改称する。校区の変更により、吉田小学校校区の一部が船津小学校校区に移る。
- 1953年（昭和28年）4月1日 - 神岡西小学校を分離する。同時に神岡町立神岡東小学校に改称する。
- 1954年（昭和29年） -
  - 校区の一部[注釈 3]が神岡西小学校に移る。
  - 殿地区が麻生野小学校校区から移る。
  - 梨ヶ根地区が寺林小学校校区から移る。
- 1961年（昭和36年） - 校区の一部[注釈 4]が神岡西小学校に移る。
- 1971年（昭和46年） - 吉田小学校を統合。名目上の統合であり、」船津分教場と吉田分教場で授業を行う。
- 1973年（昭和48年） - 新築移転。船津分教室と吉田分教室を廃止。
- 1975年（昭和50年）4月 - 漆山小学校、大津山小学校を統合。
- 1983年（昭和58年）4月 - 栃洞小学校を統合。
- 1984年（昭和59年）4月 - 茂住小学校を統合。
- 2004年（平成16年）2月1日 - 古川町、神岡町、宮川村、河合村が合併し、飛騨市が発足。同時に飛騨市立神岡東小学校に改称する。
- 2005年（平成17年） - 統合により廃校。